# Лун (персонаж)
Лун Чжу (англ. Long Zhu) — персонаж (дейтерагонист) мультфильма «Волшебный дракон». Он — волшебный всемогущий дракон, исполняющий желания, у которого есть цель воплотить три желания его последнего хозяина Диня и вознестись в мир духов. Озвучен Джоном Чо. В китайском дубляже мультфильма дракона озвучил Джеки Чан.

## Разработка
Дизайн и анимация Луна в мультфильме потребовали наибольших художественных усилий. Цель состояла в том, чтобы отдать дань уважения культовому облику китайского дракона. Режиссёр «Волшебного дракона» Крис Аппельханс отмечал: «Мы также хотели полностью разрушить ожидания [зрителей от дракона], поэтому сделали его розовым и покрытым мехом». Он рассказал, что для того, чтобы создать внешность Луна, требовались очень специфические ограничения — так, руки и голова персонажа должны были быть в непосредственной близости.

## Биография
Лун Чжу был забытым китайским императором династии Цин. С раннего возраста он считал, что деньги — ответ на все мировые проблемы, будь то экономические или эмоциональные. Император посвятил свою жизнь увеличению своего состояния и год за годом работал не покладая рук. У Луна было 17 жён, поэтому у него могло быть огромное количество детей. Дочери императора были выданы замуж, чтобы он мог расширить свою империю, а его единственный сын был убит на войне из-за одержимости Луна золотом. Император заставлял подданных строить ему памятники.
Последние минуты перед своей смертью Лун провёл в одиночестве, без семьи или верных подчинённых, которые могли бы попрощаться с ним. Когда Лун Чжу подошёл к воротам мира духов, они остались для него закрытыми. Он подрался с богами, которые в наказание превратили его в волшебного дракона. Его обязались служить 10 людям, чтобы он смог понять истинный смысл жизни. Боги надеялись, что Лун сможет увидеть, насколько жадность действительно является ядом.

## Характеристика
Билл Десовиц из IndieWire называет Луна «остроумным, циничным мошенником с тёмным прошлым и пристрастием к чипсам с креветками». Кейли Дональдсон из Pajiba отмечает, что Лун — «остроумный и язвительный волшебный дракон, который не привык к требованиям и странностям Китая XXI века и его нового хозяина. <…> Лун невероятно циничен, потратив тысячелетия на исполнение одних и тех же желаний людей — золота и власти».
Джозеф Станичар из Paste пишет, что с большим пушистым лицом Луна и его превращениями в традиционного китайского воздушного змея-дракона или неуклюжего дворецкого созданы некоторые из самых интересных анимаций мультфильма. Станичар считает, что актёр Джон Чо даёт своему персонажу «высокий уровень дерзости», чтобы противостоять «невиновному» Диню.
Стивен Тай из Looper отмечает, что Лун сначала появляется как «циничное существо» и что его прошлая жизнь в качестве «отвратительно богатого императора» всё ещё «отравляет» его личность: дракон рассматривает окружающих в качестве деревенщин и считает своё духовное наказание чем-то, что нужно терпеть, пока он не сможет вознестись к славе. Однако к концу мультфильма Лун становится гораздо более самоотверженным существом, которое понимает, что значит по-настоящему заботиться о другом человеке.
Наталья Винкелман из The New York Times отмечает, что Джон Чо в роли дракона Луна «максимально похож» на Робина Уильямса в роли Джинни. Она пишет, что Лун, в отличие от Джинни, обладает «захватывающей человеческой предысторией и следует определённой линии характера». Петрана Радулович из Polygon пишет, что Лун «начинает как остроумный приятель, напоминающий Джинни из „Аладдина“, но дальше становится очевидным, что Лун не просто нахальный компаньон: он глубоко ущербный и эгоистичный персонаж, который отправляется в своё собственное путешествие открытий. <…> [Он] из циника превращается в человека, который осознаёт ценность дружбы и человеческих отношений».

### Отношения с Динем
Чтобы обрести спасение и войти в мир духов, Лун Чжу должен был служить десяти людям и для каждого из них исполнить по три желания. Динь был его последним хозяином и, в отличие от предыдущих девяти людей, простаком, который не был жаден до золота. Парень хотел обрести любовь, чего дракон сделать не смог. Благодаря Диню, Лун наконец понимает, как развращает жадность. Более того, от Диня он узнаёт о том, что такое настоящая любовь и семья.
Упорство Диня вынудило Луна вернуться на землю, чтобы исполнить третье желание Диня. Дракон знал, что Динь хотел использовать последнее желание, чтобы вернуть отца Лины. В наказание за то, что он пошёл против небесных законов, Лун Чжу был отправлен обратно на Землю с условием служить ещё 10 хозяевам, прежде чем он, наконец, сможет обрести покой.

## Способности
Лун может исполнить три любых желания, но с ограничениями: дракон не может путешествовать во времени, убивать людей или заставлять людей влюбляться. Последнее не нравится Диню, поскольку он хочет воссоединиться со своей лучшей подругой Линой после того, как 10 лет назад она покинула его бедный район. Тем не менее, Динь желает выглядеть на 24 часа как современный богач, а Луна просит превратиться в его помощника-дворецкого. По ходу мультфильма проясняется, что Лун не обязан исполнить желания сразу после того, как произносятся волшебные слова; у дракона есть возможность приостановить исполнение желания и обсудить со своим хозяином, действительно ли он этого хочет. При этом в мультфильме не было упомянуто, что Лун, в отличие от Джинни из «Аладдина», не может воскрешать людей из мёртвых.
Каролин Сиде из The A.V. Club отмечает, что Лун долго пытался приспособиться к достижениям современных технологий после тысячелетнего пребывания в чайнике, что он привык исполнять желания, связанные с армиями и дворцами, а не с Rolex и спорткарами. Сиде пишет, что даже его всемогущие способности не могут сравниться с чем-то «столь же ошеломляющим, как знаменитые проблемы с дорожным движением в Китае».